# Didier Benedetti
Pour les articles homonymes, voir Benedetti.
Didier Benedetti est un dirigeant d'entreprises français. Membre du directoire et du comité exécutif du groupe AREVA, il est directeur général délégué d'Areva NC (anciennement Cogema) de 2002 à 2011.

## Biographie
Didier Benedetti est ingénieur de l'École supérieure d'informatique d'électronique et d'automatique (ESIEA) et diplômé de l'IAE de Paris.
Il effectue sa carrière successivement au sein de Schlumberger, Thomson et Fiat. Il est notamment directeur général adjoint de Thomson Brandt Armement, vice-président de Thomson Consumer Electronic et directeur général de l'ensemble des divisions du pôle habitacle de Magneti Marelli (Groupe Fiat).
Didier Benedetti devient directeur général de COGEMA (devenue depuis AREVA NC) en juin 2002. Il est membre du directoire et du comité exécutif du groupe AREVA jusqu'en juin 2011.